# Ferocactus viridescens
Ferocactus viridescens är en kaktusväxtart som först beskrevs av John Torrey och Asa Gray, och fick sitt nu gällande namn av Nathaniel Lord Britton och Joseph Nelson Rose. Ferocactus viridescens ingår i släktet Ferocactus och familjen kaktusväxter. Inga underarter finns listade i Catalogue of Life.

## Bildgalleri

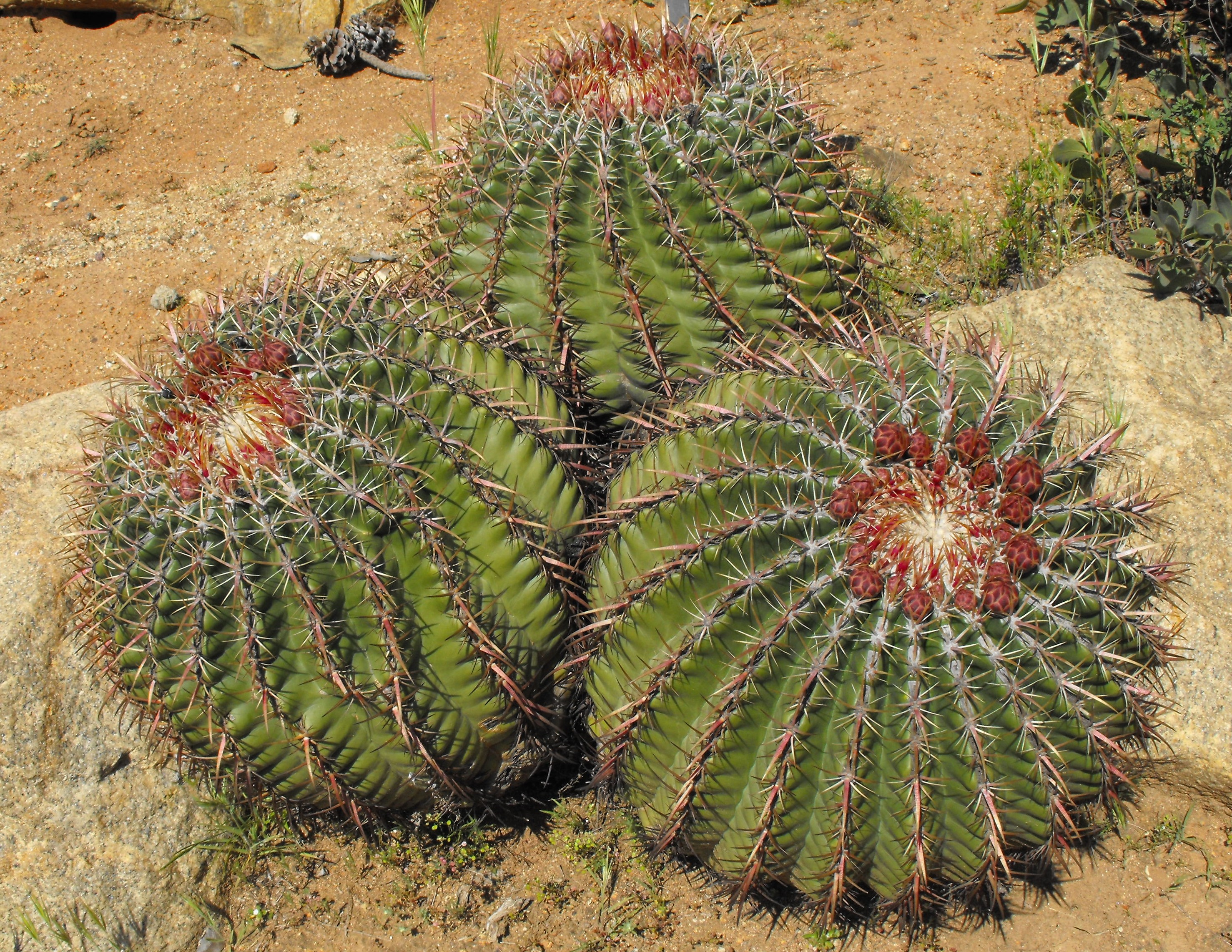
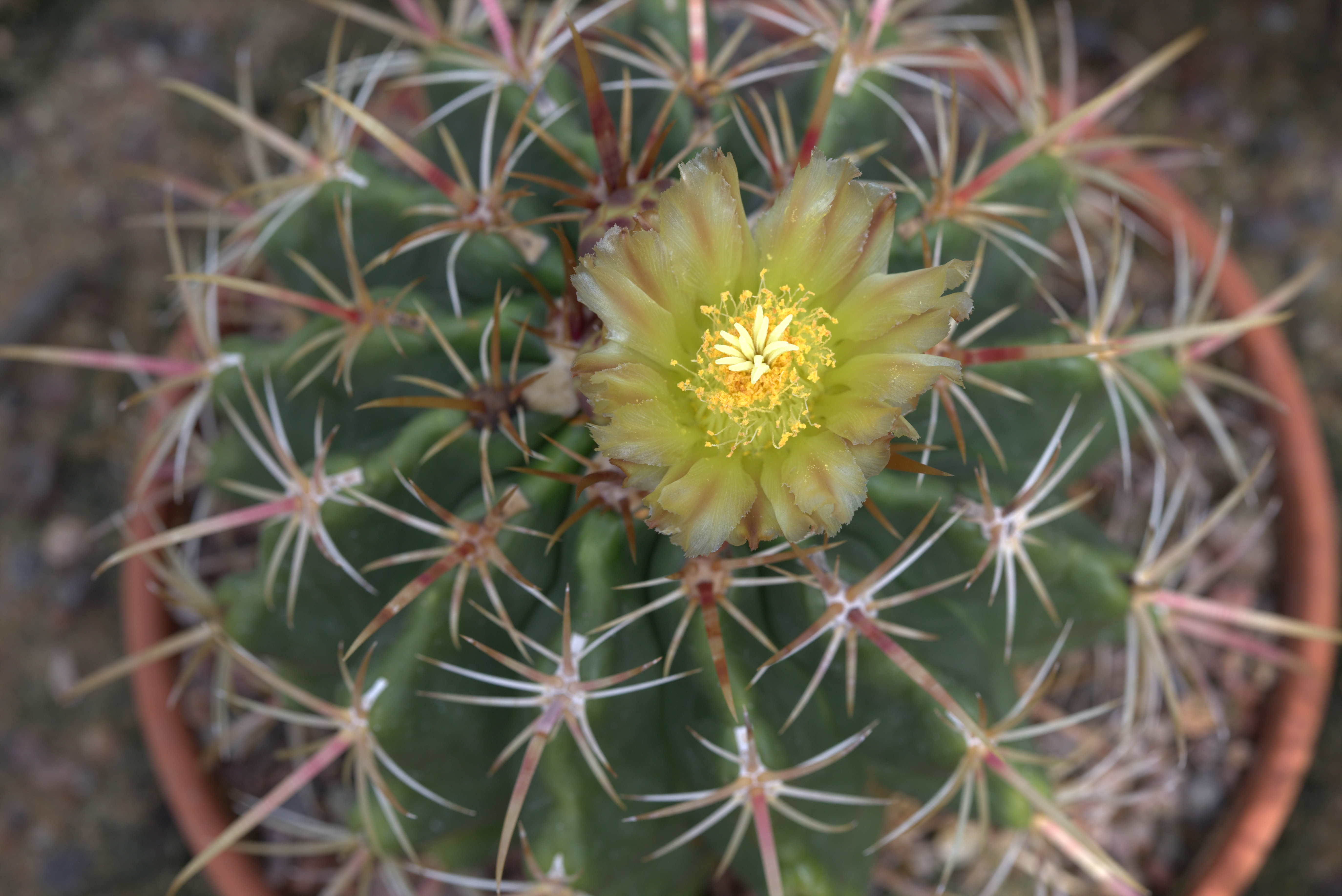
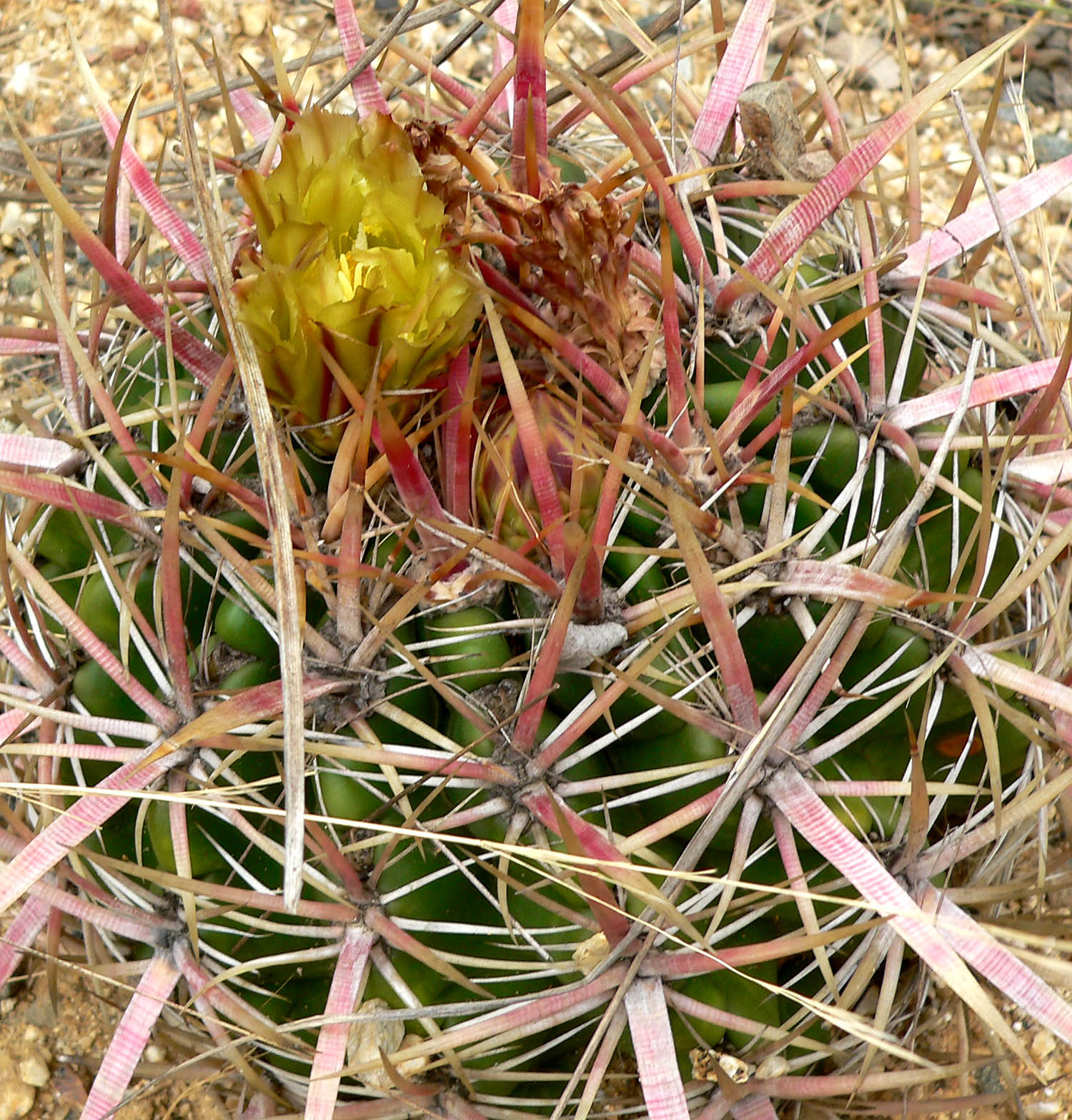
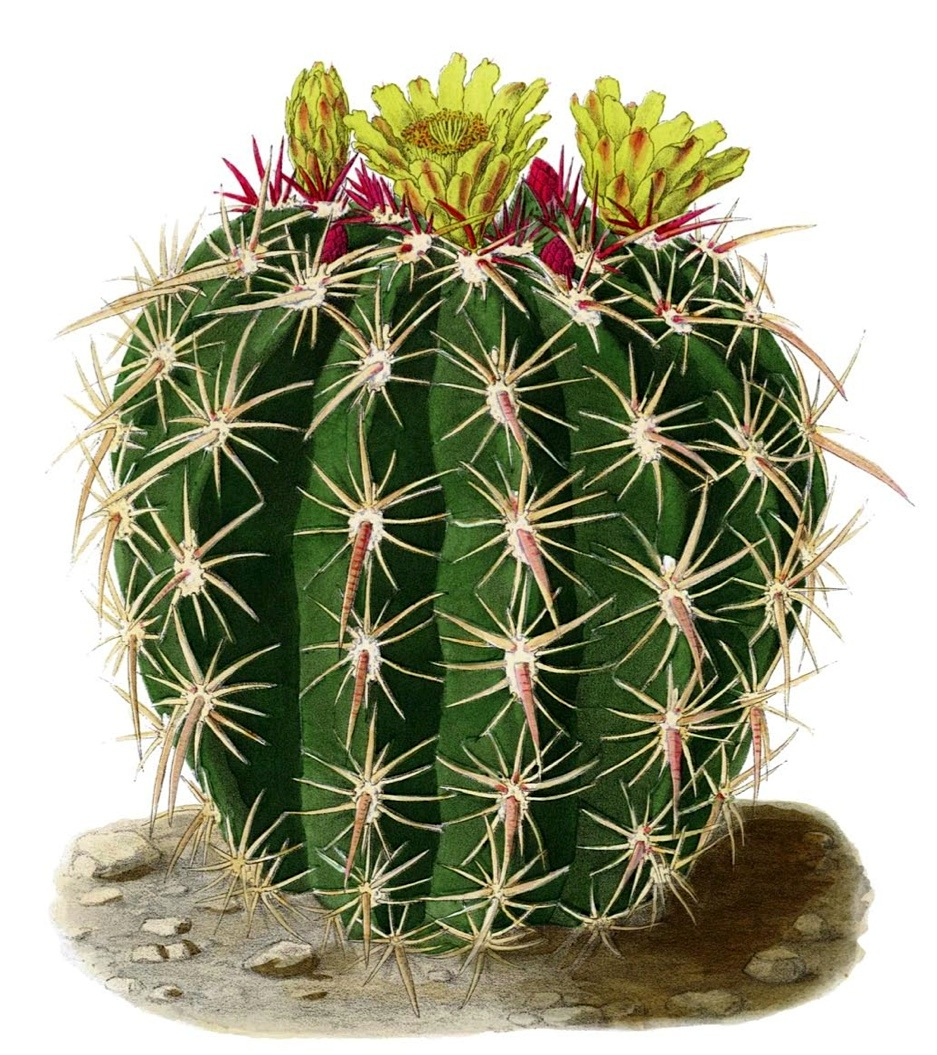
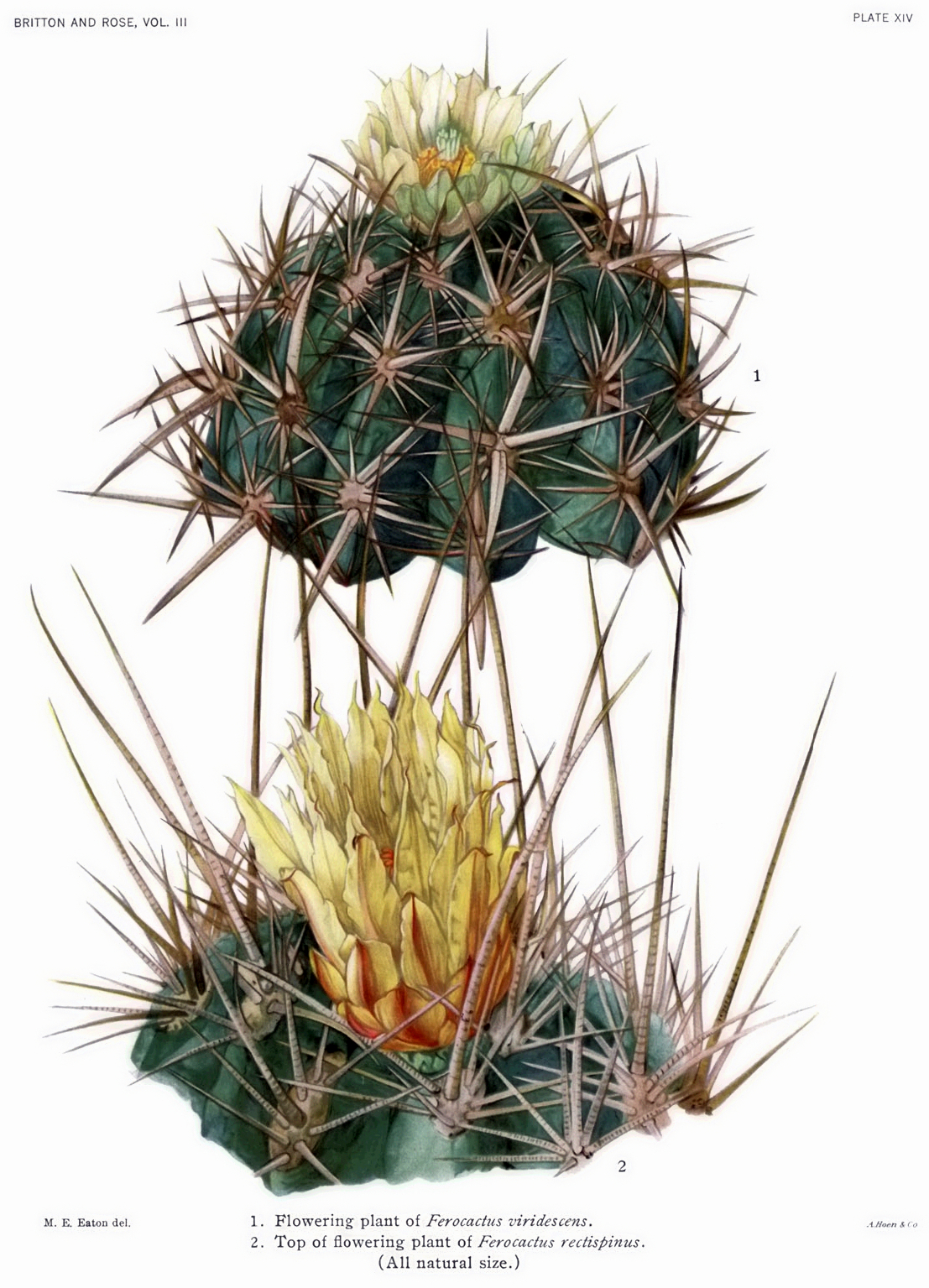